# Otto Mentzel
Otto Moritz Mentzel (6. srpna 1838 Drážďany – 27. února 1901 Praha), byl německý sochař a pedagog, naturalizovaný v Praze.

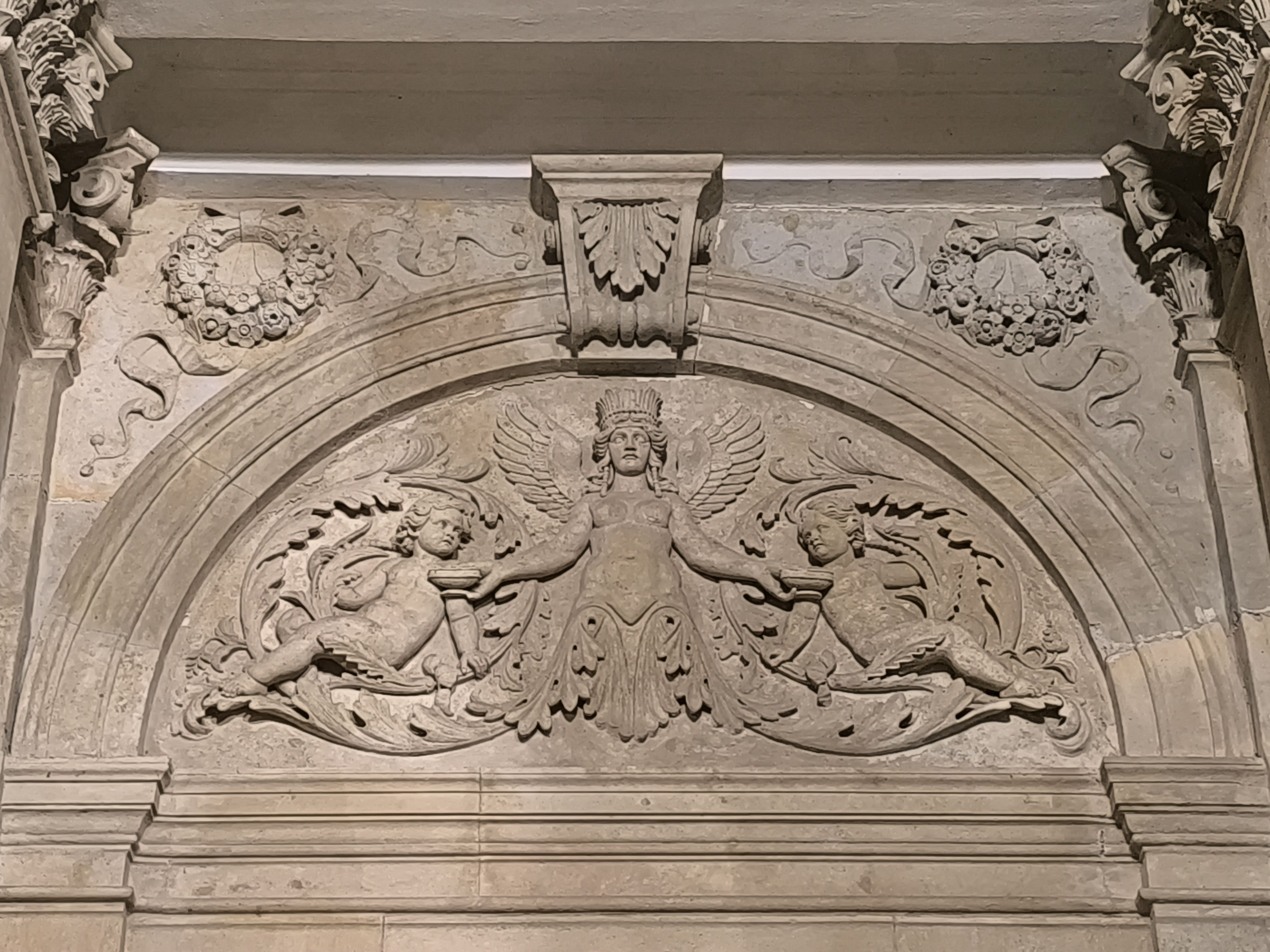
Jeden ze štítů se sfingou, Mlýnská kolonáda Karlovy Vary

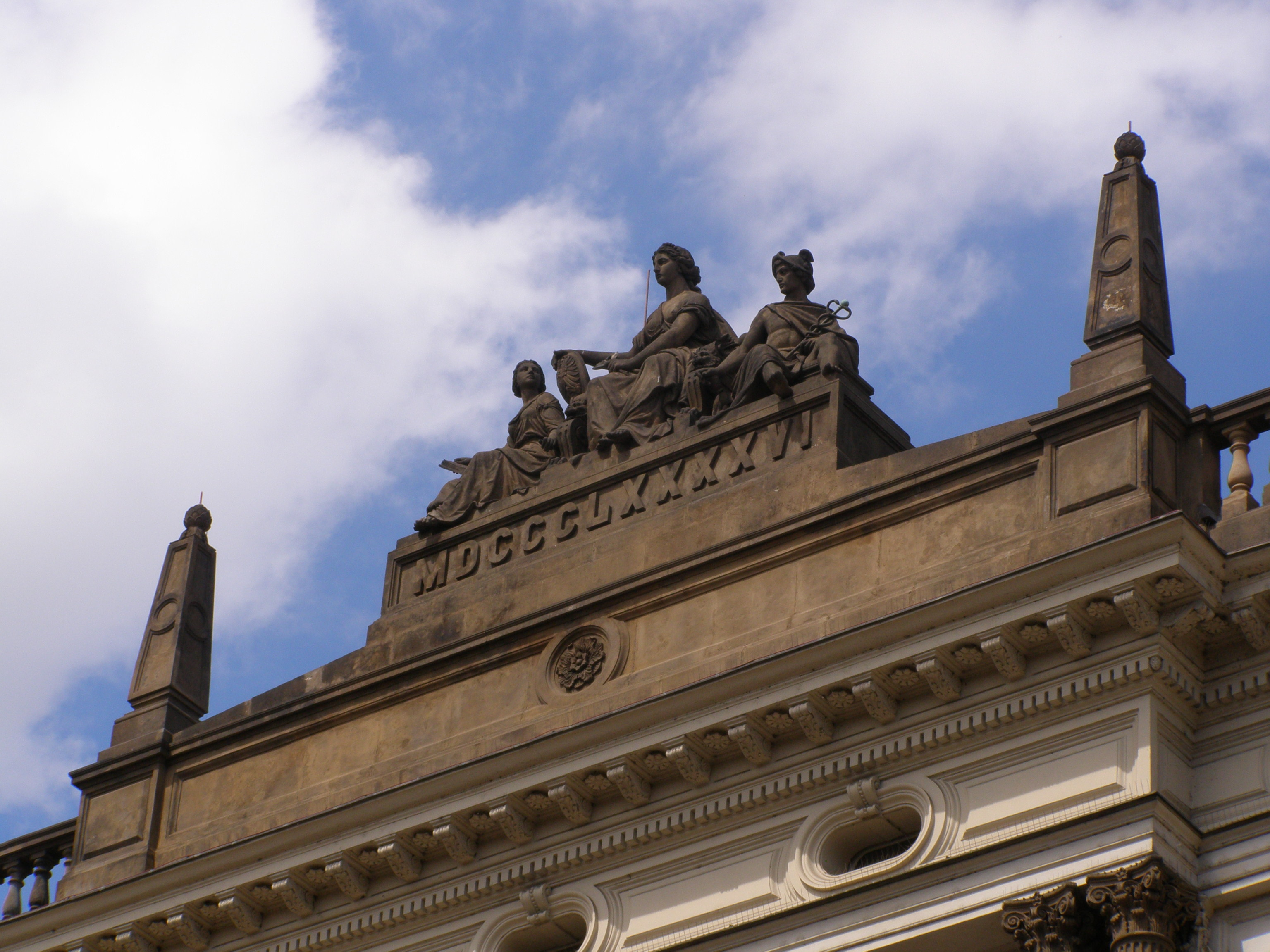
Sousoší Spořivost, Akademie věd ČR, Praha

## Život
Absolvoval studia sochařství na Akademii výtvarných umění v Drážďanech v ateliéru profesora Ernsta Hähnela. V letech 1862–1864 studoval v Římě. Dále působil jako kamenosochař, převážně figuralista a autor dekorativní plastiky architektonické. Byl ovlivněn novorenesančním pojetím architektonické plastiky na stavbách Gottfrieda Sempera. Spolupracoval s architekty na sochařské výzdobě civilní architektury, například s Josefem Zítkem na Mlýnské kolonádě v Karlových Varech nebo s Ignácem Ullmannem v Praze.
Na Pokračovací škole pro zlatnictví a příbuzná řemesla v Praze v letech 1874–1885 vyučoval ornament a dekorativní kreslení a stal se také ředitelem této školy.

## Dílo
- Čestný štít pro krále Jana I. Saského
- Reliéfy: gorgony (medailony) a sfingy na Mlýnské kolonádě, Karlovy Vary
- Sochy Paola Veronese a Adriana de Vries na atice Rudolfina v Praze, pískovec [2]
- Sousoší Spořivost na atice České spořitelny (nyní Prezídium Akademie věd České republiky) čp. 1009/I, Praha 1 –Národní třída 3, návrh, provedeno 1896[3]
- Busta sochaře Emanuela Maxe, mramor, Rudolfinum v Praze
- Busta německého geografa Karla Andree (1808–1875), bronz, Městské muzeum Brunšvik[4]
- Návrhy medailí[5]

## Rodina
21. září 1878 se v Drážďanech oženil s Johannou Marií Hornovou a téhož roku se natrvalo přestěhovali do Prahy, kde bydleli v domě čp. 1010/II v Nových alejích. 
Měli dvě děti: v Dráždanech narozenou Annu Ottilii (* 1879) a syna Karla Maxe Gustava (* 1879 Praha).
Zemřel v Praze a byl pohřben na evangelickém hřbitově ve Strašnicích.